# Административное деление Испании

Административное деление Испании

Испания является унитарным государством. Основной административно-территориальной единицей в Испании является автономное сообщество (автономная область, исп. comunidad autónoma). В настоящее время в стране насчитывается 17 автономных сообществ, при этом Страна Басков, Каталония, Наварра, Галисия и Андалусия имеют расширенные автономии.
Образование автономных сообществ предусмотрено Конституцией 1978 года, (в частности статья 152.1 устанавливает институциональную основу этих автономных сообществ — Законодательная Ассамблея, избираемая всеобщим голосованием, Совет Правительства с исполнительными функциями и Председатель автономного сообщества, избираемый Законодательной Ассамблеей), их границы, как правило, совпадают с границами провинций, входящих в исторические области, хотя некоторые сообщества стали развивать свою идентичность только после перехода к демократии (примеры — Мадрид, Риоха). Автономные сообщества имеют собственные уставы; правительства сообществ разделяют власть с центральным правительством. Представительными органами автономных сообществ являются парламенты (Parlamento), в Астурии — генеральная управа (Junta General), в Мурсии, Эстремадуре и Мадриде — собрания (Asamblea), в Арагоне, Кастилии-ла-Манче, Кастилии-Леоне и Валенсии — палаты (cortes), исполнительными органами — правительства (Gobierno), в Галисии, Эстремадуре, Кастилии-ла-Манче, Кастилии-Леоне — управы (Junta), в Арагоне и Наварре — депутации (Diputación), в Андалусии, Астурии и Валенсии — советы (Consejo), каждый из этих исполнительных органов состоит из председателя (Presidente) и советников (Consejero).
Автономные сообщества, в свою очередь, делятся на провинции (provincias) — их насчитывается 50, плюс два так называемых автономных города (ciudades autónomas) в Африке — Сеуту и Мелилью. Представительными органами провинций являются провинциальные советы (Diputación provincial), исполнительными органами — управы правительства (Junta de Gobierno), состоящие из председателя (Presidente) и членов управы (Vocal).
Провинции делятся на комарки (округа, или районы), в настоящее время в Испании насчитывается 324 комарки. Комарки, в свою очередь, делятся на административно-территориальные единицы более низкого уровня — муниципалитеты, вплоть до отдельных селений и даже кварталов в рамках населённых пунктов. Муниципалитетов в Испании насчитывается более 8 тысяч. Представительным органом муниципалитета является городской совет или мэрия (исп. Ayuntamiento), исполнительным — совет местного самоуправления (исп. Junta de Gobierno Local), в состав которой входит мэр (исп. alcalde) и члены совета (исп. Vocal).

## Законодательные Ассамблеи
Ассамблея на уровне сообществ представляет собой однопалатный парламент, причём в зависимости от сообщества различаются виды данного законодательного органа:
- Парламент: Андалусия, Балеарские острова, Канарские острова, Каталония, Галисия, Риоха, Наварра, Страна Басков
- Кортесы: Арагон, Кастилья ла Манча, Кастилья и Леон, Валенсия
- Ассамблея: Эстремадура, Мадрид и Мурсия
- Хунта: Астурия.

## Выборы
Выборы в органы власти сообществ осуществляются на основе всеобщего избирательного права. Выборы проходят в последнее воскресенье мая каждые четыре года во всех автономных сообществах, за исключением Андалусии, Каталонии, Галисии и Страны Басков. Валенсия, Наварра и Арагон проводят выборы по данной системе, но после реформы своих законов об автономии (статутов) у Председателя автономного сообщества появилось право распустить парламент и назначить выборы на любую дату, если только не заканчивается срок его полномочий.

## Другие органы
Сообщества могут создавать свои собственные органы бюджетного контроля (исп. Tribunales de Cuentas), назначать уполномоченного по правам человека (исп. Defensor del Pueblo) и создавать другие институты и организации для улучшения своей деятельности.

## Автономные сообщества (области) Испании
- Андалусия (Andalucía), площадь 87 268 км², столица — Севилья
- Арагон (Aragón), площадь 47 719 км², столица — Сарагоса
- Астурия (Principado de Asturias), площадь 10 604 км², столица — Овьедо
- Балеарские острова (Islas Baleares), площадь 4992 км², столица — Пальма-де-Мальорка
- Валенсия (Comunidad Valenciana), площадь 23 255 км², столица — Валенсия
- Галисия (Galicia), площадь 29 574 км², столица — Сантьяго-де-Компостела
- Канарские острова (Islas Canarias), площадь 7447 км², столица — Лас-Пальмас-де-Гран-Канария, Санта-Крус-де-Тенерифе
- Кантабрия (Cantabria), площадь 5321 км², столица — Сантандер
- Кастилия-Ла-Манча (Castilla-La Mancha), площадь 79 463 км², столица — Толедо
- Кастилия-Леон (Castilla y León), площадь 94 223 км², столица — Вальядолид
- Каталония (Cataluña), площадь 32 114 км², столица — Барселона
- Мадрид (Madrid, на правах автономной области), площадь 8 028 км², столица — Мадрид
- Мурсия (Región de Murcia), площадь 11 313 км², столица — Мурсия
- Наварра (Navarra), площадь 10 391 км², столица — Памплона
- Риоха (La Rioja), площадь 5045 км², столица — Логроньо
- Страна Басков (País Vasco), площадь 7234 км², столица — Витория
- Эстремадура (Extremadura), площадь 41 634 км², столица — Мерида.

## Провинции Испании
- Авила (Ávila), столица — Авила
- Алава (Álava) столица — Витория
- Аликанте (Alicante) столица — Аликанте
- Альбасете (Albacete) столица — Альбасете
- Альмерия (Almería) столица — Альмерия
- Астурия (Asturias) столица — Овьедо
- Бадахос (Badajoz) столица — Бадахос
- Балеарские острова (Baleares) столица — Пальма
- Барселона (Barcelona) столица — Барселона
- Бискайя (Vizcaya) столица — Бильбао
- Бургос (Burgos) столица — Бургос
- Валенсия (Valencia) столица — Валенсия
- Вальядолид (Valladolid) столица — Вальядолид
- Гвадалахара (Guadalajara) столица — Гвадалахара
- Гипускоа (Guipúzcoa) столица — Сан-Себастьян
- Гранада (Granada) столица — Гранада
- Жирона (Gerona) столица — Жирона
- Кадис (Cádiz) столица — Кадис
- Кантабрия (Cantabria) столица — Сантандер
- Касерес (Cáceres) столица — Касерес
- Кастельон (Castellón) столица — Кастельон-де-ла-Плана
- Кордова (Córdoba) столица — Кордова
- Куэнка (Cuenca) столица — Куэнка
- Ла-Корунья (La Coruña) столица — А-Корунья
- Ла-Риоха (La Rioja) столица — Логроньо
- Лас-Пальмас (Las Palmas) столица — Лас-Пальмас-де-Гран-Канария
- Леон (León) столица — Леон
- Лерида (Lérida) столица — Лерида
- Луго (Lugo) столица — Луго
- Мадрид (Madrid) столица — Мадрид
- Малага (Málaga) столица — Малага
- Мурсия (Murcia) столица — Мурсия
- Наварра (Navarra) столица — Памплона
- Оренсе (Orense) столица — Оренсе
- Паленсия (Palencia) столица — Паленсия
- Понтеведра (Pontevedra) столица — Понтеведра
- Саламанка (Salamanca) столица — Саламанка
- Самора (Zamora) столица — Самора
- Санта-Крус-де-Тенерифе (Santa Cruz de Tenerife) столица — Санта-Крус-де-Тенерифе
- Сарагоса (Zaragoza) столица — Сарагоса
- Севилья (Sevilla) столица — Севилья
- Сеговия (Segovia) столица — Сеговия
- Сория (Soria) столица — Сория
- Сьюдад-Реаль (Ciudad Real) столица — Сьюдад-Реаль
- Таррагона (Tarragona) столица — Таррагона
- Теруэль (Teruel) столица — Теруэль
- Толедо (Toledo) столица — Толедо
- Хаэн (Jaén) столица — Хаэн
- Уэльва (Huelva) столица — Уэльва
- Уэска (Huesca) столица — Уэска.

## Комарки Испании
Комарка (исп. comarca) — общее название района в Испании по различным системам районирования.
Обычно комарки объединяют административно-территориальные единицы более низкого уровня — муниципалитеты.
Поскольку в Испании нет единой системы районирования, статус комарок различается в разных автономных сообществах и провинциях. Некоторые комарки (например, в Каталонии и Арагоне) имеют чётко определённый правовой статус, и их руководящие органы — советы комарок — наделены определёнными полномочиями. Некоторые комарки охватывают большую территорию и делятся на подрайоны (субкомарки). В настоящее время в Испании насчитывается 324 комарки.

## Муниципалитеты Испании
В соответствии с Законом Испании о местном самоуправлении (исп. Ley reguladora de las Bases del Régimen Local) муниципалитет является основным субъектом территориальной организации государства, обладает правосубъектностью и полномочиями для достижения своих целей; его элементами являются территория, население и местная администрация.
В Испании насчитывается в общей сложности 8124 муниципалитета, из которых 47 % имеют менее 500 жителей, 44 % — от 500 до 10 000 жителей, 8 % — от 10 000 до 100 000 жителей и, наконец, 145 муниципалитетов имеют более 100 000 жителей.